# Tumpuk (Tugu)
Tumpuk is een bestuurslaag in het regentschap Trenggalek van de provincie Oost-Java, Indonesië. Tumpuk telt 1924 inwoners (volkstelling 2010).